# Nick Fuentes
Nicholas Joseph Fuentes (Chicago, 18 agosto 1998) è un attivista e streamer statunitense di estrema destra.
Dal 2017 dirige il talk show America First with Nicholas J. Fuentes. L'organizzazione non-profit Southern Poverty Law Center, che si occupa di diritti umani, lo definisce "livestreamer nazionalista bianco che sostiene lo spostamento ultetiore del Partito Repubblicano verso l'estrema destra dello spettro politico [...] ammiratore dichiarato di fascisti come Mussolini”

## Biografia
Integralista cattolico e tradizionalista, sostiene teorie del complotto antisemite sugli ebrei, sul sionismo e sullo Stato di Israele (tra cui il negazionismo dell'Olocausto e il cosiddetto genocidio bianco) e visioni reazionarie su temi quali la razza e la sessualità. Spesso definito neonazista e suprematista, rifiuta tali definizioni. I suoi sostenitori sono noti come Groyper, in onore di una variante del meme Pepe the Frog, spesso associato con l'ultradestra. Ex sostenitore del Presidente degli Stati Uniti Donald Trump, protestò contro i risultati delle elezioni presidenziali del 2020 e participò all'Assalto al Campidoglio degli Stati Uniti d'America del 6 gennaio 2021. Nel novembre 2022, Fuentes e il rapper americano Kanye West hanno avuto una cena privata con Donald Trump. L'incontro è stato aspramente condannato nel panorama mediatico e politico statunitense. Fin da allora, lo streamer si è allontanato sempre di più dall'ex presidente, tanto da incoraggiare i suoi sostenitori a non votare per lui nelle elezioni presidenziali del 2024 e arrivando a definirlo "grasso e stupido" nel luglio 2025, durante la sua seconda presidenza.

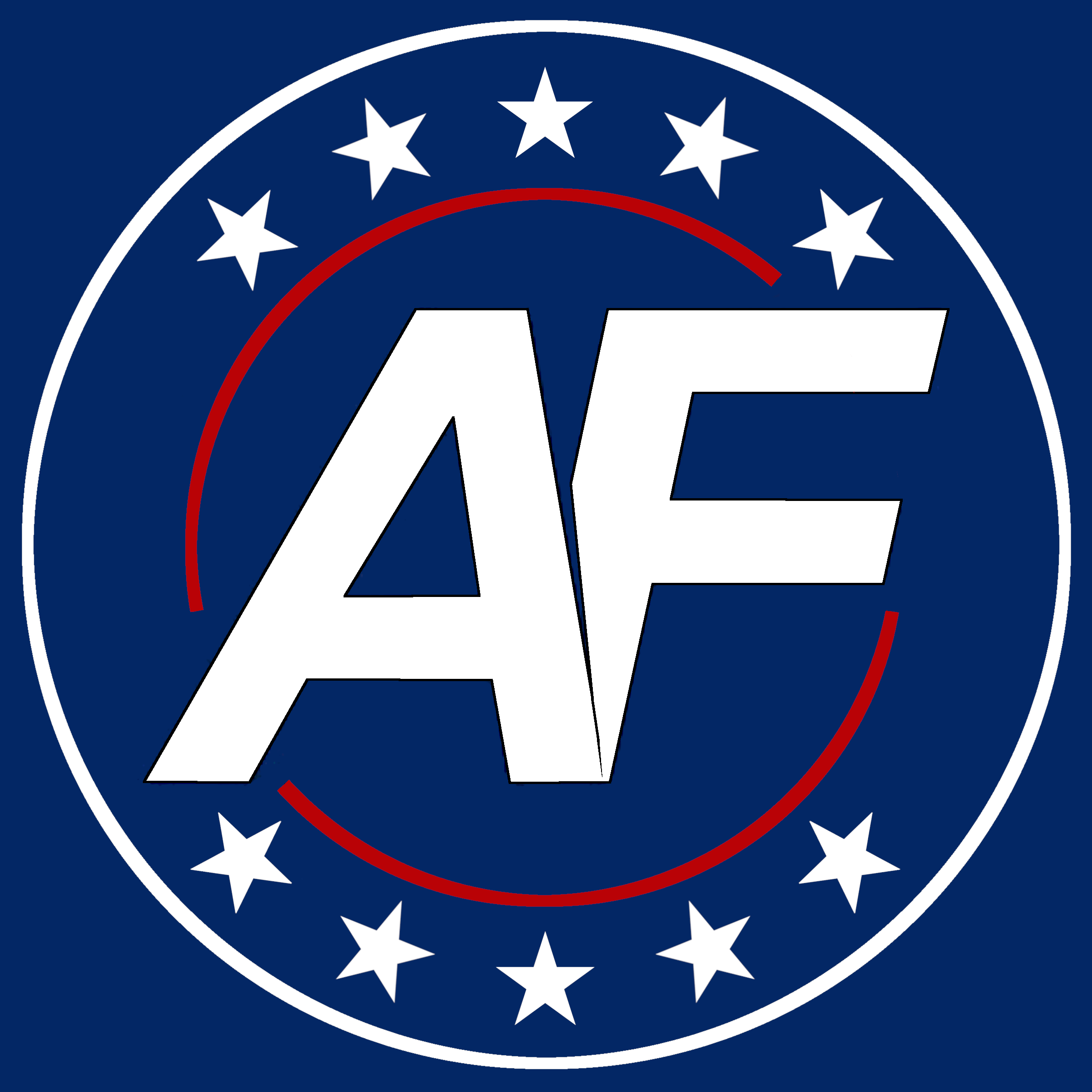
Logo di America First